# Грінбраєр (Арканзас)
Грінбрір (Грінбраєр, англ. Greenbrier) — місто (англ. city) в США, в окрузі Фолкнер штату Арканзас. Населення — 5707 осіб (2020).

## Географія
Грінбрір розташований за координатами 35°13′44″ пн. ш. 92°23′0″ зх. д. / 35.22889° пн. ш. 92.38333° зх. д. (35.228821, -92.383443).  За даними Бюро перепису населення США в 2010 році місто мало площу 20,51 км², уся площа — суходіл.

## Демографія
Згідно з переписом 2010 року, у місті мешкало 4706 осіб у 1731 домогосподарстві у складі 1286 родин. Густота населення становила 229 осіб/км².  Було 1867 помешкань (91/км²). 
Расовий склад населення:
| - 94,7 % — білих - 0,8 % — чорних або афроамериканців - 0,7 % — корінних американців - 0,5 % — азіатів - 1,2 % — осіб інших рас |

До двох чи більше рас належало 2,1 %. Іспаномовні складали 3,4 % від усіх жителів.
За віковим діапазоном населення розподілялося таким чином: 30,6 % — особи молодші 18 років, 59,2 % — особи у віці 18—64 років, 10,2 % — особи у віці 65 років та старші. Медіана віку мешканця становила 30,6 року. На 100 осіб жіночої статі у місті припадало 95,8 чоловіків;  на 100 жінок у віці від 18 років та старших — 90,9 чоловіків також старших 18 років.
Середній дохід на одне домашнє господарство  становив 58 286 доларів США (медіана — 48 250), а середній дохід на одну сім'ю — 65 556 доларів (медіана — 61 094). За межею бідності перебувало 14,8 % осіб, у тому числі 12,1 % дітей у віці до 18 років та 14,5 % осіб у віці 65 років та старших.
Цивільне працевлаштоване населення становило 2068 осіб. Основні галузі зайнятості: освіта, охорона здоров'я та соціальна допомога — 21,3 %, роздрібна торгівля — 15,1 %, будівництво — 10,4 %, сільське господарство, лісництво, риболовля — 8,2 %.